# Vistlip
vistlip（ヴィストリップ）は、日本のヴィジュアル系ロックバンド。所属事務所はデルファイサウンド。所属レーベルはマーベラス。

## メンバー

vistlipのロゴ

智（トモ、1月13日 - ）ヴォーカル
福岡県出身。血液型A型。
Lillとしても活動中。楽曲の作詞を一手に担っている。メンバーカラーは赤。
Yuh（ユウ、7月28日 - ）ギター
ドイツ連邦共和国バイエルン州ミュンヘン市出身。血液型A型。since i RE:MADEとしても活動中。メンバーカラーは紫。
海（ウミ、7月20日 - ）ギター
東京都出身。血液型A型。楽曲のコーラスやラップを主に担当している。メンバーカラーは緑。「ヴィジュアル系を知るとっかかりになった」として、hideとLUNA SEAを、「バンドをやろうって思ったきっかけ、ヴィジュアル系にのめり込んだきっかけ」として、ROUAGEの「insomnia」とLaputaの「硝子の肖像」をあげている。また、「ヴィジュアル系以外のジャンルに目を向けるきっかけ」としては、LIMP BIZKITの「Significant Other」、suiの「weep」、ACIDMANの「Loop」をあげている。
瑠伊（ルイ、11月15日 - ）ベース
兵庫県出身。血液型A型。影響されたアーティストはL'Arc〜en〜Ciel。
Lillとしても活動中。メンバーカラーは黄色。
Tohya（トーヤ、1月3日 - ）ドラムス
神奈川県出身。血液型A型。影響されたアーティストはJanne Da Arc。vistlipのメインコンポーザーであり、作曲・編曲の大半を担っている。メンバーカラーはピンク。

## 概要
現メンバーで2007年の七夕に結成されたヴィジュアル系ロックバンド。
バンド名vistlipの由来は「vista(視覚)」と「lip(聴覚)」を合わせた造語である。厳密にはvistaとlipは視覚・聴覚の意味を持たないが、「vista＝眺め」として「視覚」を意味し、「lip(唇)」は「唇から発する＝耳に届く」として「聴覚」を意味している。通称「ビストリ」と略されることが多い。
楽曲すべての作詞をボーカル智が担っており、ストーリー調やメッセージ性の強い歌詞が特徴。他メンバー4人ともが作曲でき、ジャンルにとらわれず多彩な楽曲を揃えている。
毎年結成日である7月7日七夕に周年LIVEを Zepp Tokyoにて開催することが恒例となっており、2023には16周年LIVEを開催した。

## 来歴
- 2007年
  - 7月7日 - vistlip結成[11]
- 2008年
  - 3月17日 - [S'CUBE主催 闘争本能～地核破壊～]渋谷O-WESTにて出演。vistlipとして初LIVEとなり、本格始動開始。
  - 4月23日 - 1stミニアルバム「Revolver」を発売
  - 9月3日 - 1stシングル「Sara」を発売
  - 10月8日 - 2ndシングル「alo[n]e」を発売
  - 11月5日 - 3rdシングル「drop note.」を発売
  - 12月17日 - 期間限定配信曲「Dead Cherry」を発売（2009年1月31日配信終了）
  - 12月31日 - stylish wave COUNTDOWN '08-'09出演
- 2009年
  - 3月14日～ - stylish wave CIRCUIT '09 春の嵐　出演（7箇所。4月12日まで）
  - 4月3日 - 2ndミニアルバム「PATRIOT」を発売
  - 7月2日 - 「Japan Expo 2009」（フランス・パリ）LIVEゲスト出演。8000人を前に海外初ライブとなる。
  - 7月7日 - 初ワンマンLIVE「VRGNL RIOT」SHIBUYA O-WEST開催
  - 7月11日～ - 7月11日～8月16日「stylish wave MAX '09」参加バンドの中で唯一全19公演参加
  - 8月5日 - 4thシングル「-OZONE-」を発売
  - 10月 - 「Tsukicon」in Finland　LIVEゲスト出演
  - 12月9日‐初フルアルバム「THEATER」を発売
  - 12月23日-1stDVD「BUG」発売
- 2010年
  - 3月7日～ - vistlip oneman live tour[GATHER To the THEATER]全4公演
  - 3月19日 - vistlip oneman live tour[GATHER To the THEATER]FINAL 赤坂BLITZ開催
  - 5月12日 - 5thシングル「STRAWBERRY BUTTERFLY」を発売
  - 6月11日～ - vistlip oneman live tour[Re:BIRTH TO SEVEN SHOW CASE]全7公演
  - 6月23日 - LIVE DVD「GATHER TO the THEATER」を発売
  - 7月7日 - 6thシングル「Hameln」を発売
  - 7月7日 - vistlip oneman live tour[Re:BIRTH TO SEVEN SHOW CASE]FINAL SHIBUYA O-EAST開催
  - 7月7日 - ファンクラブ「V.I.P. LiST」発足
  - 7月30日　メンバー全員とスタッフで長野県内の高速道路を車で移動中に事故を起こし、女性マネージャーが死亡。これを受けて夏のライブスケジュールをキャンセルし当面活動を自粛。
- 2011年
  - 2月10日　オフィシャルウェブサイトにて情報が更新される。
  - 2月16日　午前0時に事故後初めてメンバーのブログが更新される。
  - 3月17日　「V.I.P. LiST 限定LIVE!!」開催。
  - 4月16日　活動を本格的に再開予定。
  - 5月7日～ - vistlip oneman live tour[revelation spce]全5公演
  - 6月1日 - 7thシングル「SINDRA」を発売[12]。この曲でvistlip初となるオリコントップ10入りを果たす[13]。
  - 7月7日 - vistlip oneman live tour[revelation space]FINAL Zepp Tokyo開催[14]。
  - 8月1日 - SCUBERDIVE〜渋谷が大変2011〜出演
  - 8月4日～ - 12012 PRESENTS SUMMER TOUR 12CUP出演
  - 8月21日 - stylish wave CIRCUIT '11 MAX出演
  - 8月24日 - V流-Festa出演
  - 10月19日 - LIVE DVD「revelation space」を発売
  - 10月23日 - V-ROCK FESTIVAL '11出演
  - 12月14日 ‐2ndフルアルバム「ORDER MADE」を発売
- 2012年
  - 3月22日～ - vistlip oneman live tour[the end of ORDER MADE]全19公演
  - 4月11日 ‐8thシングル「Recipe」を発売
  - 7月4日 ‐9thシングル「B」を発売
  - 7月7日 - vistlip oneman live [THE END.]公演
  - 10月31日 ‐10thシングル「深海魚の夢は所詮、/アーティスト」を発売
  - 12月31日 ‐Over The Edge'12出演
- 2013年
  - 1月1日 -3rdミニアルバム「GLOSTER」を発売
  - 1月19日～ - vistlip oneman LIVE Tour [FBA]全3公演
  - 4月3日 -11thシングル「CHIMERA」を発売
  - 5月29日 - LIVE DVD「vistlip oneman live FBA」を発売
  - 7月7日- 6th Anniversary LIVE  [ TELESCOPE CYLINDER ]をZepp Tokyoにて開催
  - 7月17日 -3rdフルアルバム「CHRONUS」を発売
  - 9月6日～ - vistlip oneman LIVE Tour [Good vibes CIRCUIT]全23公演
  - 12月4日 -初ベストアルバム「SINGLE COLLECTION」を発売
  - 12月25日 - vistlip oneman LIVE [Merry Bell]公演
- 2014年
  - 4月9日 -12thシングル「Period」を発売
  - 5月17日～ - vistlip oneman LIVE Tour [Good vibes CIRCUIT II]全14公演
  - 7月7日 - 7th Anniversary LIVE [ Good vibes CIRCUIT II FINAL ]をZepp Tokyoにて開催
  - 8月20日 -13thシングル「Jack」を発売
  - 10月11日～ - vistlip oneman LIVE Tour [VIIth anniversary tour “Progressive Jack Pot”]全7公演
  - 12月20日 - The 5th NOVA 出演
  - 12月24日-14thシングル「夜」を発売
  - 12月24日 - LIVE DVD「Good vibes CIRCUIT II」発売
  - 12月31日 - Over The Edge'14 出演
- 2015年
  - 3月18日 - 4thフルアルバム「LAYOUT」を発売
  - 4月24日～ -vistlip oneman LIVE Tour [ Left side LAYOUT[idea] ]全13公演
  - 7月7日 - 8th Anniversary LIVE [ OVERTURE ]をZepp Tokyoにて公演
  - 8月5日 - 15thシングル「OVERTURE」を発売
  - 8月13日～ - 3man Tour [ JAPANIZMMARKET'15 ] 全6公演
  - 9月9日～ - 4man Tour [ 均整を乱す抗うは四拍子 ] 全7公演
  - 10月4日 - Bands Shock REVOLUTION 10th anniversary ～びじゅある祭2015～ 出演
  - 11月7日 - NOnsenSe MARkeT 3F -ラムフェス-　出演
  - 11月11日 - 16thシングル「COLD CASE」を発売
  - 12月11日 - 7th Anniversary Special Secret Live Event [ Join us ]公演
  - 12月18日 - vistlip oneman LIVE [Right side LAYOUT [SENSE] ] 国立代々木競技場第二体育館にて公演
  - 12月23日 - vistlip tour document DVD 「Left side LAYOUT [idea] 」完全限定生産にて発売
- 2016年
  - 1月16日 - vistlip oneman LIVE [ 智＆Tohya HAPPY BIRTHDAY TO THE CENTER LINE ] 公演
  - 2月17日 - 17thシングル「CONTRAST」発売
  - 3月30日 - 4thミニアルバム「SENSE」 発売
  - 4月23日～ - vistlip oneman LIVE Tour [ a nationwide tour 2016 Good vibes CIRCUIT II'TURBO ]全37公演
  - 6月8日 - LIVE DVD 「vistlip Right side LAYOUT [SENSE] 2015.12.18 Yoyogi National Stadium 2nd Gymnasium」発売
  - 7月7日 - 9th Anniversary LIVE [Q]　Zepp Tokyoにて公演
  - 7月17日～ - 3man Tour [LSV]全7公演
  - 10月16日 - VISUAL JAPAN SUMMIT 2016 出演
  - 11月15日 - vistlip oneman LIVE [ 瑠伊 Birthday LIVE ]公演
  - 11月16日 - 2man LIVE [2007] 公演
  - 11月26日 - 台湾にて HEART TOWN FES.山海屯音樂節2016 出演
  - 11月30日 - 18th シングル「Snowman」発売
  - 12月2日 - ROUGH the vistlip が「ROUGH the vistlip mini」として約7年振りにYouTubeで復活
  - 12月31日 - Tokyo Chaos 2016　出演
- 2017年
  - 1月15日 - vistlip oneman LIVE [ 智＆Tohya HAPPY BIRTHDAY TO THE CENTER LINE ～season2～] 公演
  - 3月29日 - 5thフルアルバム「BitterSweet」発売
  - 4月16日～ - vistlip oneman LIVE Tour [Taste of Bitter Sweet] 全6公演
  - 4月23日～ - vistlip oneman LIVE Tour [ Good vibes CIRCUIT II'TURBO -EXTRA STAGE- ]全11公演。この公演をもって、全国47都道府県でのoneman LIVEを成し遂げた。また、vistlipとして初の、アルバムツアー・コンセプトツアーの同時開催となる。
  - 4月29日 - Cure World Visual Festival 2017 出演
  - 6月3日 - AREA 20th ANNIVERSARY 出演
  - 7月7日 - 10th Anniversary LIVE [Guns of Liberty]　Zepp Tokyoにて公演
  - 7月8日 - インターネット番組ニコにじゅ(ニコニコ生放送)にて1月10日～6月27日まで各週配信された結成10周年特別企画「マタトリプルセブン」内で作曲されたアニバーサリーソング「Show Case」が期間限定でドワンゴ独占配信となる。
  - 7月24日 - vistlip oneman LIVE [ NotBirthday ]公演
  - 8月3日 - FWD PRESENTS 【beauty;tricker】～渋谷が大変2017～ 出演
  - 8月23日 - Music Video DVD「July VIIth [Re:birth]～10th Anniversary Edition～」発売
  - 9月2日～ - 10th Anniversary Special Tour ～from 2007～　全3公演出演
  - 10月7日 - Bands Shock REVOLUTION～びじゅある祭～　出演
  - 10月21日～ -vistlip oneman LIVE Tour [ Encounter the Phantoms ]全7公演。10th Anniversary Tourとなり、過去LIVEの再現をコンセプトとしている。
  - 11月8日 - 19thシングル「It」発売
  - 12月6日 - 20thシングル「Timer」発売
- 2018年
  - 1月12日 - vistlip oneman LIVE [ 智＆Tohya HAPPY BIRTHDAY TO THE CENTER LINE ～season3～] 公演
  - 1月31日 - LIVE DVD「Guns of Liberty 2017.07.07@ZEPP TOKYO」発売
  - 3月11日～ - 4man Tour [ 均整を乱す抗うは四拍子 ] 全7公演
  - 4月12日～ - vistlip oneman LIVE [ SUPER Good vibes CIRCUIT II ] 全21公演
  - 7月7日 - 11th Anniversary LIVE [ SeventhEleven ]　Zepp Tokyoにて公演
  - 8月2日 - vistlip oneman LIVE [ TooLate a BirthdayParty[FrameLine] ]公演
  - 8月3日 - vistlip oneman LIVE [ TooLate a BirthdayParty[ThinLine] ]公演
  - 8月29日 - 21stシングル「BLACK MATRIX」発売
  - 10月8日～ - 2man Tour [ V.A. ]全3公演
  - 11月15日 - vistlip oneman LIVE [ DEVIL's Line ]公演
  - 11月28日 - 6thフルアルバム「STYLE」発売
  - 12月2日～ - vistlip oneman tour [New ERA STYLE]　全7公演　ボーカル智の肺気胸の治療の為公演延期[15]。（同じ理由で2019年1月に公演予定だったoneman LIVE [HAPPY BIRTHDAY TO THE CENTER LINE]が中止）
- 2019年　　
  - 4月22日～ - vistlip SUPER MEETING 川崎と江坂で開催
  - 7月7日 - 12th　Anniversary LIVE [My Zodiac Sign.] Zepp Tokyoにて公演
  - 8月21日 - V.I.PLiST限定 NEW ERA STYRE 公開リハ～リハビリテーション、リハーサル、TOUR NEW ERA STYREへ向けて～開催
  - 9月18日 - 22ndシングル「CRACK&MARBLE CITY」発売
  - 10月2日～ - vistlip oneman tour [New ERA STYLE] 振替公演　全7公演予定
  - 11月20日 - ヘヴンのお祭り★天まで飛ぼう！！出演予定
- 2020年
  - 1月17日 - vistlip oneman LIVE [HAPPY BIRTHDAY TO THE CENTER LINE ~2年分のPREMIUM NIGHT~]公演
  - 3月18日 - 5thミニアルバム「No.9」発売
  - 12月23日 - vistlip初のベストアルバム「MEMENTO ICE」発売
- 2021年
  - 2月20日 - vistlip oneman LIVE [u] CLUB CITTA' にて公演
  - 4月1日～ - vistlip oneman LIVE [Good vibes CIRCUIT ZERO] 全19公演
  - 4月28日 - 23rdシングル「Act」発売
- 2022年
  - 3月30日 - 7thフルアルバム「M.E.T.A.」発売
  - 7月7日 - 15th Anniversary LIVE [Domestic Strawberry Jam] Zepp DiverCity にて公演

## ディスコグラフィ

### シングル
|      | 発売日         | タイトル                        | 最高位 |
| ---- | -------------- | ------------------------------- | ------ |
| 1st  | 2008年9月3日   | Sara                            | 178位  |
| 2nd  | 2008年10月8日  | alo[n]e                         | 117位  |
| 3rd  | 2008年11月5日  | drop note.                      | 123位  |
| 4th  | 2009年8月5日   | -OZONE-                         | 42位   |
| 5th  | 2010年5月12日  | STRAWBERRY BUTTERFLY            | 24位   |
| 6th  | 2010年7月7日   | Hameln                          | 20位   |
| 7th  | 2011年6月1日   | SINDRA                          | 10位   |
| 8th  | 2012年4月11日  | Recipe                          | 12位   |
| 9th  | 2012年7月4日   | B                               | 13位   |
| 10th | 2012年10月31日 | 深海魚の夢は所詮、/アーティスト | 15位   |
| 11th | 2013年4月3日   | CHIMERA                         | 13位   |
| 12th | 2014年4月9日   | Period                          | 9位    |
| 13th | 2014年8月20日  | Jack                            | 16位   |
| 14th | 2014年12月24日 | 夜                              | 55位   |
| 15th | 2015年8月5日   | OVERTURE                        | 10位   |
| 16th | 2015年11月11日 | COLD CASE                       | 12位   |
| 17th | 2016年2月17日  | CONTRAST                        | 10位   |
| 18th | 2016年11月30日 | Snowman                         | 15位   |
| 19th | 2017年11月8日  | It                              | 26位   |
| 20th | 2017年12月6日  | Timer                           | 24位   |
| 21st | 2018年8月29日  | BLACK MATRIX                    | 18位   |
| 22nd | 2019年9月18日  | CRACK＆MARBLE CITY              | 22位   |
| 23rd | 2021年4月28日  | Act                             | 23位   |
| 24th | 2025年7月30日  | BET                             | 22位   |

### 配信限定シングル
| 発売日         | タイトル                       |
| -------------- | ------------------------------ |
| 2023年12月25日 | DIGEST -Independent Blue Film- |

### ライブ会場及び通販限定
| 発売日        | タイトル |
| ------------- | -------- |
| 2024年9月14日 | B.N.S.   |

### ミニアルバム
|     | 発売日        | タイトル | 最高位 |
| --- | ------------- | -------- | ------ |
| 1st | 2008年4月23日 | Revolver | 圏外   |
| 2nd | 2009年4月3日  | PATRIOT  | 96位   |
| 3rd | 2013年1月1日  | GLOSTER  | 23位   |
| 4th | 2016年3月30日 | SENSE    | 17位   |
| 5th | 2020年3月18日 | No.9     | 28位   |

### アルバム
|     | 発売日         | タイトル    | 最高位 |
| --- | -------------- | ----------- | ------ |
| 1st | 2009年12月9日  | THEATER     | 28位   |
| 2nd | 2011年12月14日 | ORDER MADE  | 12位   |
| 3rd | 2013年7月17日  | CHRONUS     | 14位   |
| 4th | 2015年3月18日  | LAYOUT      | 12位   |
| 5th | 2017年3月29日  | BitterSweet | 15位   |
| 6th | 2018年11月28日 | STYLE       | 19位   |
| 7th | 2022年3月30日  | M.E.T.A     | 30位   |

### シングルコレクション
|     | 発売日        | タイトル          | 最高位 |
| --- | ------------- | ----------------- | ------ |
| 1st | 2013年12月4日 | SINGLE COLLECTION | 20位   |

### ベストアルバム
|     | 発売日         | タイトル    | 最高位 |
| --- | -------------- | ----------- | ------ |
| 1st | 2020年12月23日 | MEMENTO ICE | 52位   |

### DVD
|    | 発売日         | タイトル                                                                         |
| -- | -------------- | -------------------------------------------------------------------------------- |
| 1  | 2009年12月23日 | BUG                                                                              |
| 2  | 2010年6月23日  | GATHER TO the THEATER                                                            |
| 3  | 2011年10月19日 | revelation space                                                                 |
| 4  | 2012年11月28日 | THE END.                                                                         |
| 5  | 2013年5月29日  | FBA                                                                              |
| 6  | 2014年12月24日 | Good vibes CIRCUIT II                                                            |
| 7  | 2015年12月23日 | vistlip tour document DVD Left side LAYOUT [idea]                                |
| 8  | 2016年6月8日   | vistlip Right side LAYOUT[SENSE]2015.12.18 Yoyogi National Stadium 2nd Gymnasium |
| 9  | 2017年8月23日  | July VIIth [Re:birth]～10th Anniversary Edition～                                |
| 10 | 2018年1月31日  | 10th Anniversary LIVE DVD [Guns of Liberty] 2017.07.07 @Zepp Tokyo               |

### タイアップ
| 楽曲               | タイアップ                                                                    | 時期   |
| ------------------ | ----------------------------------------------------------------------------- | ------ |
| Sara               | BS11『超最先端エンタメ情報番組 TOKYOブレイクする〜!』8月度エンディングテーマ  | 2008年 |
| alo[n]e            | BS11『超最先端エンタメ情報番組 TOKYOブレイクする〜!』9月度エンディングテーマ  | 2008年 |
| drop note.         | BS11『超最先端エンタメ情報番組 TOKYOブレイクする〜!』10月度エンディングテーマ | 2008年 |
| -OZONE-            | テレビアニメ『遊☆戯☆王5D's』第3期エンディングテーマ                           | 2009年 |
| Public GAME        | PSPゲーム『勇者30』使用曲                                                     | 2009年 |
| Recipe             | テレビ朝日『Break Out』エンディングテーマ                                     | 2012年 |
| B                  | テレビ朝日『見逃しチャンネル』エンディングテーマ                              | 2012年 |
| B                  | 愛媛朝日テレビ『Love Chu! Chu!』7月度エンディングテーマ                       | 2012年 |
| 深海魚の夢は所詮、 | テレビ朝日『musicる TV』エンディングテーマ                                    | 2012年 |
| アーティスト       | テレビアニメ『遊☆戯☆王ZEXAL II』エンディングテーマ                            | 2012年 |
| CHIMERA            | テレビ朝日『ポータル ANNニュース&スポーツ』4月度エンディングテーマ            | 2013年 |
| Period             | PSPゲーム『幕末Rock』テーマソング                                             | 2014年 |
| Jack               | テレビアニメ『幕末Rock』オープニングテーマ                                    | 2014年 |
| Scapegoat          | PS Vitaゲーム『BinaryStar』主題歌                                             | 2014年 |
| 夜                 | テレビアニメ『暁のヨナ』エンディングテーマ                                    | 2014年 |
| CONTRAST           | テレビアニメ『ディバインゲート』エンディングテーマ                            | 2016年 |
| Snowman            | テレビ朝日『Break Out』エンディングテーマ                                     | 2016年 |
| It                 | tvk(テレビ神奈川)『音楽缶 (テレビ番組)』テーマソング                          | 2017年 |
| BLACK MATRIX       | TOKYO MIX『千銃士』エンディングテーマ                                         | 2018年 |
| Act                | テレビアニメ『デュエル・マスターズキング！』エンディングテーマ                | 2021年 |